# Portugalia na Letnich Igrzyskach Olimpijskich 1964
Portugalię na Letnich Igrzyskach Olimpijskich 1964 reprezentowało 20 zawodników: 19 mężczyzn i jedna kobieta. Był to 11. start reprezentacji Portugalii na letnich igrzyskach olimpijskich.

## Skład kadry

### Gimnastyka
Kobiety
- Esbela da Fonseca

wielobój indywidualnie – 68. miejsce,
ćwiczenia wolne – 76. miejsce,
skok przez konia – 63. miejsce,
ćwiczenia na poręczach – 69. miejsce,
ćwiczenia na równoważni – 71. miejsce,

### Jeździectwo
- Joaquim Silva – skoki przez przeszkody indywidualnie – 5. miejsce,
- Henrique Callado – skoki przez przeszkody indywidualnie – 34. miejsce,

### Judo
Mężczyźni
- Fernando Matos waga do 80 kg – 9. miejsce,

### Lekkoatletyka
Mężczyźni
- João de Rocha

bieg na 100 m – odpadł w eliminacjach,
bieg na 200 m – odpadł w eliminacjach,
- Armando Aldegalega – maraton – 44. miejsce,
- Manuel de Oliveira – bieg na 3000 m z przeszkodami – 4. miejsce,

### Pływanie
Mężczyźni
- Herlander Ribeiro – 100 m stylem dowolnym – odpadł w eliminacjach,
- Vítor da Fonseca – 200 m stylem motylkowym – odpadł w eliminacjach,
- António Basto – 400 m stylem zmiennym – odpadł w eliminacjach,

### Strzelectwo
Mężczyźni
- José Manuel Carpinteiro – pistolet szybkostrzelny 25 m – 45. miejsce,
- Manuel da Costa – karabin małokalibrowy leżąc 50 m – 58 miejsce,
- Armando Marques – trap – 18. miejsce,
- Guy de Valle Flor – trap – 28. miejsce,

### Żeglarstwo
- Hélder d'Oliveira – klasa Finn – 19. miejsce,
- Fernando Bello, Duarte Manuel Bello – klasa Star – 8. miejsce,
- Joaquim Basto, Carlos Ferreira, Eduardo de Queiroz – klasa Dragon – 16. miejsce,